# Rio Bebu
O Rio Bebu é um rio da Romênia afluente do Rio Ampoi, localizado no distrito de Alba.